# 卡倫普頓
卡倫普頓（Cullompton）是英國英格蘭德文郡的一個城鎮和民政教區。據2011年英國人口普查，卡倫普頓有人口8,499人，建成區的人口則有7,439人。

## 外部連結
- Cullompton council official website （页面存档备份，存于）
- 中的“Cullompton”